# Distretto di Güzelyurt (Cipro del Nord)
Il distretto di Güzelyurt (in turco Güzelyurt ilçesi) è uno dei distretti di Cipro del Nord.
È suddiviso in due sub-distretti: quello di Güzelyurt e quello di Lefke. Il capoluogo è Morfou, noto anche con il nome turco di Güzelyurt. La popolazione era di 30.037 abitanti al censimento del 2011.